# Darkman (Film)
Darkman, auch unter dem Verweistitel Darkman – Der Mann mit der Gesichtsmaske bekannt, ist ein US-amerikanischer Film von Regisseur Sam Raimi aus dem Jahr 1990. Der Film startete am 15. November 1990 in den deutschen Kinos. 1994 und 1996 folgten zwei Fortsetzungen, bei denen Arnold Vosloo die Titelrolle spielte.

## Handlung
Der ehrgeizige Wissenschaftler Peyton Westlake versucht, synthetische Haut herzustellen, um Verbrennungsopfern ein normales Leben ermöglichen zu können.
Er steht mit seinen Forschungen bereits kurz vor dem Durchbruch – bisher hält seine künstliche Haut nur in der Dunkelheit, unter Lichteinfluss aber nur 99 Minuten, bevor sie sich wieder verflüssigt – als eine Schlägerbande unter der Führung von Gangsterboss Robert G. Durant in sein Labor eindringt, dieses verwüstet und den Wissenschaftler mit Säure foltert. Wenn Gangsterboss Durant seine Gegner meuchelt, trennt er den Opfern zuvor oder danach mit einem goldenen Zigarrenanschneider die Finger ab, um diese in einer Holzkiste wie Trophäen zu sammeln. Schließlich sprengen die Verbrecher das gesamte Gebäude in die Luft.
Sie sind auf der Suche nach einem Dokument, welches zufällig von Peytons Verlobter, der ehrgeizigen Anwältin Julie Hastings, gefunden wird, das wichtige Leute der Bauindustrie, darunter auch Louis Strack, der freimütig zugibt, Bestechungsgelder ausgezahlt zu haben, der Korruption überführen würde.
Westlake hat die Explosion überlebt und wird ins Krankenhaus eingeliefert. Sein Gesicht und seine Hände sind derart verbrannt, dass man ihn im Krankenhaus nicht identifizieren kann. Um den Schmerzen vorzubeugen, durchtrennt man mittels einer Lobotomie einen Teil seines Nervenzentrums im Gehirn, so dass er nichts mehr fühlt.
Peyton Westlake wird offiziell für tot erklärt – die Geburt von „Darkman“.
Er flieht aus dem Krankenhaus, zieht sich in eine verlassene Fabrikanlage zurück und baut sich dort provisorisch sein Labor wieder auf.
Nun beginnt er mit seinen Racheplänen. Er fertigt sich mithilfe seiner synthetischen Haut Gesichtsmasken seiner Peiniger, um die Bandenmitglieder geschickt gegeneinander auszuspielen.
Nebenbei versucht er auch, sein früheres Gesicht permanent wiederherzustellen, damit er zu seiner Verlobten zurückkehren kann.
Julie kommt in dieser Zeit dem zwielichtigen Unternehmer Louis Strack etwas näher, der sie über ihren Verlust hinwegtröstet, in Wahrheit aber selbst hinter dem Anschlag steckt.
Inzwischen hat Westlake den größten Teil von Durants Handlangern zur Strecke gebracht und macht sich nun daran, ihn persönlich zu erledigen.
Die spektakuläre Verfolgungsjagd endet damit, dass Durant mit seinem Helikopter an der Wand eines Tunnels zerschellt.
Strack ist zu dem Entschluss gekommen, dass es zu riskant ist, Julie am Leben zu lassen, er trifft sich an der Baustelle eines Wolkenkratzers mit dem übel zugerichteten Durant, um sie in die Tiefe zu werfen. Der vermeintliche Durant entpuppt sich als Westlake in Maske. Nach einem letzten Showdown stürzt Strack selbst von seinem eigenen Bauprojekt in den Tod.
Julie will, dass sie und Peyton ihr altes Leben wieder aufnehmen, selbst wenn er eine Maske tragen müsse. Er, der sich nichts sehnlicher gewünscht hat als das, erklärt, dass das nun nicht mehr möglich sei, es sei zu viel passiert und er habe zu viele schreckliche Dinge getan, die ihn auf das gleiche amoralische Niveau gebracht hätten wie die, die ihm sein Leben gestohlen haben.
Sie bleibt allein zurück und Darkman verschwindet in der Anonymität einer weiteren Maske.

## Wissenswertes
- Als sich Darkman am Ende des Films eine vorerst letzte Maske aufsetzt, am helllichten Tag mitten auf der von Passanten belebten Straße, hat der Schauspieler Bruce Campbell einen wortlosen Gastauftritt als die finale anonymisierende Identität von Darkman. Bruce Campbell ist bekannt aus dem Horrorfilm-Klassiker Tanz der Teufel von 1981, der ebenfalls von Regisseur Sam Raimi gedreht wurde.

- Sowohl im Kino als auch auf Video wurde der Film in Deutschland unter dem Originaltitel Darkman veröffentlicht. Der Titel Darkman – Der Mann mit der Gesichtsmaske wurde erst gegen Ende der 1990er Jahre bei einer Wiederholung auf RTL eingeführt.

- Weltweit nahm der Film 49 Millionen US-Dollar an den Kinokassen ein.

- Der Film war bis April 2013 indiziert, wurde dann jedoch vom Index gestrichen und nach einer Neuprüfung der FSK ab 16 Jahren freigegeben.

## Kritiken
- MSN Movies wählte Darkman zum sechstbesten Superhelden-Film nach X-Men, Batman Begins, Spider-Man, Die Unglaublichen – The Incredibles und Superman II – Allein gegen alle.

„Sam Raimis erfolgreicher Horror-Schocker spart nicht mit drastischen Bildern. Mit viel Action und einigen Anleihen bei Genre-Klassikern (überdeutlich: ‚Der Elefantenmensch‘ und ‚Das Phantom der Oper‘) ist dies packende Comic-Unterhaltung. Liam Neeson empfand seine Rolle als Herausforderung und meisterte diese vorbildhaft. Ein Muss für Fans des Genres.“

„Ein von Gangstern gefolterter und verunstalteter Wissenschaftler startet in immer neuen Masken einen grausamen Rachefeldzug gegen seine Peiniger. Der Film lebt von virtuos inszenierten Actionszenen, die sich aber in der zweiten Hälfte derart häufen, daß sie die Anleihen des Films bei klassischen Vorbildern des Genres verdecken. Zudem verstört die für die Story unnötige Anhäufung von Unappetitlichkeiten.“

“It hurts to witness Mr. Neeson’s and Mrs. McDormand’s good acting constantly beeing sabotaged by one of the worst books and stage directs since Bad Boys II.”

„Es tut weh zu sehen, wie die guten Darstellungen von Liam Neeson und Frances McDormand ständig von einem Drehbuch und einer Regie sabotiert werden, die zu den schlechtesten direkt nach Bad Boys 2 zählen.“

## Fortsetzungen
Es folgten zwei Fortsetzungen, die beide direkt auf Video veröffentlicht wurden:
- 1994: Darkman II – Durants Rückkehr (Darkman II – The Return of Durant)
- 1996: Darkman III – Das Experiment (Darkman III – Die Darkman Die)